# スレイブ・アイランド
スレイブ・アイランド（シンハラ語: කොම්පඤ්ඤ වීදිය、タミル語: கொம்பனித்தெரு、英語: Slave Island）は、スリランカの都市コロンボの一地域。市の中心フォート地区の南に位置する。スレイブ・アイランドという名前は、ポルトガル、オランダ、ならびにイギリスによる植民地時代に、この地にアフリカから連れてこられた奴隷が収容されていたことに由来する。地域にはベイラ湖が存在しており、湖とその遊歩道には多くの人がレクリエーションに訪れる。またスレイブ・アイランドはホテルやショッピングセンターが多く集まる、商業活動が活発な地域でもある。

## 人口動態
スレイブ・アイランドは多文化が共生する地域である。この地域最大の民族集団はスリランカ・ムーアとシンハラ人である。しかしその他にも、バーガー人やマレー人といったマイノリティが居住している。宗教についても、仏教、ヒンドゥー教、イスラム教、キリスト教やその他様々なものが混在している。

## 建築物
スレイブ・アイランドには鉄道のスレイブ・アイランド駅が存在する。ヴィクトリア朝に作られた歴史的な価値を有す建築物であり、美しいアーチ、複雑な木工細工、金属の展示物、といった特徴がヴィクトリア朝のスタイルを際立たせている。

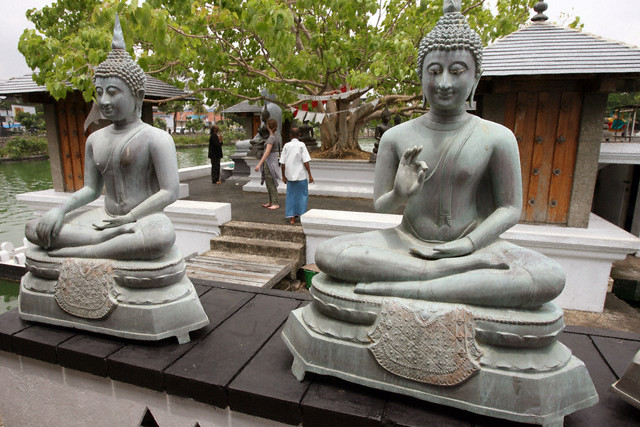
シーマ・マラカヤ寺院の内部